# 함니간 몽골어
함니간 몽골어(Khamnigan)는 바이칼호 동부에 주로 사는 함니간인이 쓰는 몽골어족 언어이다. 몽골어나 부랴트어의 방언으로 여겨지기도 한다.
함니간인은 역사적으로 에벤키족이 부랴트인의 영향을 받아 "몽골화"를 거치며 형성된 민족으로, 함니간 몽골어와 에벤키어를 함께 사용한다. 최근 러시아어의 영향으로 화자 수는 줄어들고 있으나 여전히 함니간인 사이에서 함니간 몽골어와 에벤키어의 이중 사용은 활발하다. 함니간 몽골어에 있어서 에벤키어의 영향은 눈에 띄지 않는다. 한편 몽골의 함니간족은 언어적으로 할하 몽골어의 영향을 크게 받았다.

## 같이 보기
- 함니간인